# Groningen-Münster
Groningen-Münster was een eendaagse wielerwedstrijd die begon in de Nederlandse stad Groningen en eindigde in het Duitse Münster. De wedstrijd werd tussen 2000 en 2005 georganiseerd en door de UCI ingeschaald als een continentale wedstrijd (cat. 1.1). De wedstrijd vond plaats over ongeveer 200 km. Sinds 2006 geldt de Ronde van het Münsterland als opvolger van deze wedstrijd.

## Lijst met winnaars
- 2000 -  Aart Vierhouten
- 2001 -  Tom Cordes
- 2002 -  Olaf Pollack
- 2003 -  Robert Förster
- 2004 -  Robert Förster